# Millettia tetraptera
Millettia tetraptera är en ärtväxtart som beskrevs av Wilhelm Sulpiz Kurz. Millettia tetraptera ingår i släktet Millettia och familjen ärtväxter. Inga underarter finns listade i Catalogue of Life.